# Soleil levant (dancing)
Le Soleil Levant (communément appelée Chez Nana) est l'un des plus célèbres dancing et le plus ancien à être toujours ouvert de Guyane. Situé à Cayenne, il est réputé dans le monde entier pour ses bals paré-masqués.

## Histoire
Le premier bal fut organisé au Soleil Levant en 1953 par la propriétaire des lieux à l'époque Mme Modika Evelina, d'ou le surnom de Nana, de l'établissement. La particularité de ces bals paré-masqués : les femmes de se transforment en Touloulou. Autrement dit elles sont méconnaissables, choisissent leurs cavaliers. Ils n'ont pas le droit de refuser.

## Groupe vedette
Les Blues Stars jouent chaque année Chez Nana. Leur chanteur vedette est Victor Clet, dit Quéquette, si populaire que sa photo était imprimée sur les bouteilles de Rhum Saint-Maurice lors du carnaval 2006.